# خاک زیرسطحی

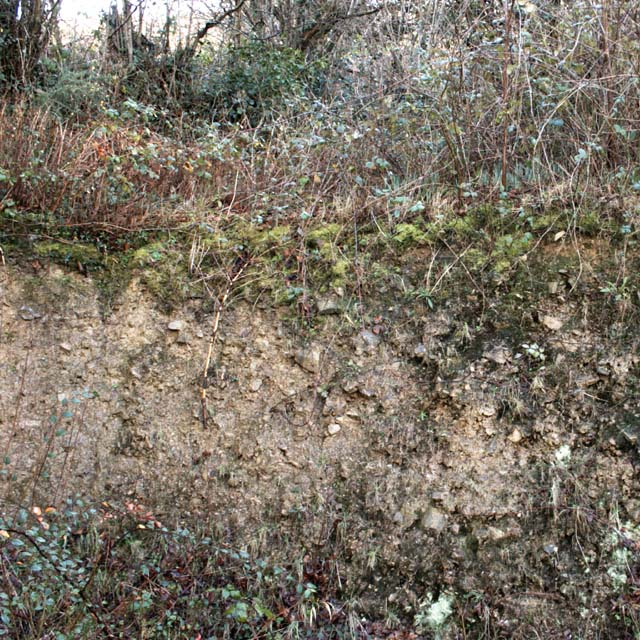
لایه خاک زیرسطحی

خاک زیرسطحی لایه‌ای از خاک زیر خاک سطحی روی سطح زمین است و مانند خاک سطحی از مخلوط متغیری از ذرات کوچک مانند شن و ماسه، گل و لای و/یا خاک رس تشکیل شده، اما فاقد مواد آلی و گیاخاک خاک سطحی است. در زیر آن خاک زیر لایه است، که می‌تواند باقی مانده سنگ بستر، رسوبات یا سنگ فرسایش بادی باشد. از آنجا که خاک زیرسطحی فاقد گیاخاک تیره است، معمولاً کمرنگ‌تر از خاک سطحی ست. ممکن است ریشه‌های عمیق‌تر برخی گیاهان، مانند درختان در آن وجود داشته باشد اما ریشه اکثر گیاهان در خاک سطحی سطح قرار دارند.